# Episodi di Halt and Catch Fire (terza stagione)
La terza stagione della serie televisiva Halt and Catch Fire, composta da 10 episodi, è stata trasmessa in prima visione negli Stati Uniti sul canale AMC dal 23 agosto all'11 ottobre 2016.
In Italia la stagione è stata trasmessa in prima visione su Rai 4, in seconda serata, dal 22 maggio al 19 giugno 2019.
| nº | Titolo originale              | Titolo italiano      | Prima TV USA      | Prima TV Italia |
| -- | ----------------------------- | -------------------- | ----------------- | --------------- |
| 1  | Valley of the Heart's Delight | Delizie della Valley | 23 agosto 2016    | 22 maggio 2019  |
| 2  | One Way or Another            | A ogni costo         | 23 agosto 2016    | 22 maggio 2019  |
| 3  | Flipping the Switch           | Cambio di rotta      | 30 agosto 2016    | 29 maggio 2019  |
| 4  | Rules of Honorable Play       | Gioco di squadra     | 6 settembre 2016  | 29 maggio 2019  |
| 5  | Yerba Buena                   | Yerba Buena          | 13 settembre 2016 | 5 giugno 2019   |
| 6  | And She Was                   | Il momento perfetto  | 20 settembre 2016 | 5 giugno 2019   |
| 7  | The Threshold                 | La soglia            | 27 settembre 2016 | 12 giugno 2019  |
| 8  | You Are Not Safe              | Non siete al sicuro  | 4 ottobre 2016    | 12 giugno 2019  |
| 9  | NIM                           | NIM                  | 11 ottobre 2016   | 19 giugno 2019  |
| 10 | NeXT                          | NeXT                 | 11 ottobre 2016   | 19 giugno 2019  |

## Delizie della Valley
- Titolo originale: Valley of the Heart's Delight
- Diretto da: Daisy von Scherler Mayer
- Scritto da: Christopher Cantwell e Christopher C. Rogers

### Trama
Sei mesi dopo il trasferimento della Mutiny in California, Gordon e Donna riescono finalmente a rendere operativo il loro mainframe e Cameron annuncia che la società ha superato i 100.000 abbonati. Dopo aver letto un articolo tagliente su Mutiny, Donna si rende conto che l'azienda ha bisogno di qualcosa di nuovo per rimanere rilevante nella Silicon Valley. Ryan Ray, un nuovo programmatore di Mutiny, rivela le vulnerabilità nella chat privata di Mutiny; propone una soluzione, ma Donna e Cameron non sono ricettive alle sue idee, soprattutto dopo che l'uomo ha violato i termini di servizio di Mutiny hackerando le chat private per trovare difetti nel codice. Durante una lunga notte di lavoro, Gordon sfoga la sua rabbia per il modo in cui Joe ha usato lui e la sua idea di antivirus per fare fortuna. Esaminando le trascrizioni delle chat private, Donna e Cameron si rendono conto che gli utenti utilizzano le chat private per facilitare le transazioni da utente a utente e credono che questa potrebbe essere la prossima grande novità per Mutiny. Al Castro Theatre, Joe rivela in una conferenza stampa che MacMillan Utility offre il suo nuovissimo programma antivirus, Citadel, gratuitamente per i consumatori, con il pubblico che reagisce con un applauso. Ryan è presente alla conferenza stampa e si ispira al discorso di Joe.
- Ascolti USA: 367 000 telespettatori – rating/share 18-49 anni 0,15%[6]
- Ascolti Italia: 101 000 telespettatori – share 0,96%[1]

## A ogni costo
- Titolo originale: One Way or Another
- Diretto da: Kimberly Peirce
- Scritto da: Michael Saltzman

### Trama
Donna e Cameron tentano di assicurarsi il capitale di rischio per espandere Mutiny per la sua nuova piattaforma di trading online, Mutiny Exchange. Gordon decide di prendere Ryan sotto la sua protezione, vedendo un'affinità con lui; tuttavia, Ryan prova a contattare Joe. Dopo un incontro disastroso con un investitore sessista, Donna e Cameron incontrano Diane Gould, che Donna aveva precedentemente incontrato poiché le loro figlie frequentavano la stessa scuola. Mentre Mutiny fa la sua presentazione, Diane rivela che un'altra società, Swap Meet, aveva la stessa idea di Mutiny e un vantaggio di 18 mesi; invece di competere contro Swap Meet, Mutiny propone di rilevarli. Ryan riesce a ottenere un incontro con Joe durante il quale gli spiega perché vuole lavorare per Joe e la MacMillan Utility. Mentre Gordon si trova da un avvocato per fare causa a Joe, quest'ultimo interrompe la deposizione di Gordon, offrendogli il 70% della MacMillan Utility se rinuncerà a fargli causa e tornerà a collaborare con lui, ma Gordon rifiuta fermamente la sua offerta. Joe chiama Ryan a Mutiny, invitandolo a lavorare alla MacMillan Utility; mentre Ryan se ne va, Gordon rimane scioccato dalla decisione di Ryan.
- Ascolti USA: 339 000 telespettatori – rating/share 18-49 anni 0,11%[6]
- Ascolti Italia: 101 000 telespettatori – share 0,96%[1]

## Cambio di rotta
- Titolo originale: Flipping the Switch
- Diretto da: Jeff Freilich
- Scritto da: Lisa Albert

### Trama
Cameron tenta senza successo di persuadere Ryan a non lavorare con Joe. Le tensioni coniugali tra Donna e Gordon divampano durante una riunione di progettazione, portando a un'accesa discussione nell'ufficio di Mutiny. Diane accompagna Bosworth allo Swap Meet per presentare la loro offerta di acquisizione. Mutiny aveva inizialmente pianificato di acquisire Swap Meet per $ 600.000; dopo aver visto che le loro operazioni sono ridotte all'osso, Bosworth si rende conto che Mutiny aveva sopravvalutato Swap Meet e abbassa l'offerta a quasi la metà. Alla MacMillan Utility, Joe chiede a Ryan di accompagnarlo a una riunione del consiglio senior e il consiglio decide di iniziare a addebitare $ 14,95 per Citadel. Ryan vede questo come un tradimento dei principi di Joe, e insiste con Joe affinché Citadel venga distribuito gratuitamente come annunciato. Avendo bisogno di un nuovo flusso di entrate, Joe ritira Ryan dal suo lavoro d'ufficio per iniziare a lavorare su un progetto speciale dall'appartamento di Joe. Dopo che Cameron tiene una conferenza in un college locale, Joe la affronta, ringraziandola per aver distrutto la sua carriera, cosa che gli ha permesso il suo ritrovato successo. A Mutiny, Gordon e Donna si scusano per il loro precedente sfogo; tuttavia, iniziano a litigare di nuovo quando Cameron decide che d'ora in poi Donna dovrà svolgere tutti i lavori che faceva Ryan.
- Ascolti USA: 397 000 telespettatori – rating/share 18-49 anni 0,14%[6]
- Ascolti Italia: 92 000 telespettatori – share 0,49%[2]

## Gioco di squadra
- Titolo originale: Rules of Honorable Play
- Diretto da: Jake Paltrow
- Scritto da: Alison Tatlock

### Trama
Alla Mutiny, Cameron rifiuta categoricamente le richieste di Doug e Craig, gli ex proprietari di Swap Meet, che vorrebbero apportare modifiche al codice di Mutiny per renderlo compatibile con quello di Swap Meet; Diane insiste con Donna che Cameron e Doug devono sistemare la loro relazione insostenibile per evitare che la collaborazione crolli. Nell'appartamento di Joe, lui e Ryan discutono idee per la prossima impresa della MacMillan Utility. Nella speranza di allentare le tensioni tra i membri della Mutiny, Gordon porta tutti in una sala giochi per giocare a laser tag. Cameron alla fine decide di implementare le modifiche di Swap Meet; tuttavia, dice a Donna che vuole licenziare Doug e Craig. Sebbene Diane affermi che accetterebbe con riluttanza la decisione di Cameron, Donna mente a Cameron, dicendo che Diane non le permetterà di licenziare Doug e Craig. La MacMillan Utility perde un importante contratto con la General Atomics dopo che Joe viene insultato da un dirigente omofobo mentre rinegozia il contratto. Nonostante ciò, Joe fornisce a Ryan le credenziali di accesso ad ARPANET e Joe dice a Ryan di mappare la rete prima che la loro autorizzazione di sicurezza venga revocata.
- Ascolti USA: 312 000 telespettatori – rating/share 18-49 anni 0,14%[6]
- Ascolti Italia: 57 000 telespettatori – share 0,47%[2]

## Yerba Buena
- Titolo originale: Yerba Buena
- Diretto da: Andrew McCarthy
- Scritto da: Mark Lafferty

### Trama
Alla Mutiny, i programmatori scoprono che gli utenti desiderano un modo per effettuare transazioni in contanti su Swap Meet; Doug e Craig stavano lavorando a una soluzione per accettare pagamenti con carta di credito e Donna implora Cameron di implementarla, ma lei è riluttante a farlo. Nell'appartamento di Joe, mentre studia la mappa di ARPANET, Joe vede il potenziale in NSFNET; tuttavia, Ryan la vede come una perdita di tempo, poiché l'uso commerciale della rete non è consentito. Durante il fine settimana del Giorno dell'Indipendenza, Bosworth e Cameron tornano a Dallas, con Bosworth che vede il nipote appena nato e Cameron che intende recuperare la moto di suo padre, mentre sua madre e il patrigno si stanno trasferendo in Florida; si riconcilia anche con il suo ex fidanzato Tom. Quando la moto di suo padre viene venduta a qualcun altro, Bosworth e Cameron litigano e lui torna a San Francisco senza di lei. Donna dà a Doug e Craig l'approvazione per implementare la loro interfaccia per carte di credito; tuttavia, quando Cameron ritorna, lei e Donna discutono su quella decisione. Joe mantiene la sua decisione di concentrarsi su NSFNET, dicendo a Ryan che da esso creeranno una rete regionale. Quando Cameron chiama Diane, Cameron scopre l'inganno di Donna.
- Ascolti USA: 324 000 telespettatori – rating/share 18-49 anni 0,13%[6]
- Ascolti Italia: 106 000 telespettatori – share 0,63%[3]

## Il momento perfetto
- Titolo originale: And She Was
- Diretto da: Michael Morris
- Scritto da: Angelina Burnett

### Trama
Alla MacMillan Utility, Joe e Ryan iniziano a creare la loro rete regionale. Alla Mutiny, Cameron rivela di aver appena licenziato Doug e Craig; Diane poi dice a Cameron e Donna che Mutiny dovrebbe prendere in considerazione la possibilità di quotarsi in borsa, dopo aver ricevuto un'offerta di acquisizione da CompuServe. Percependo la tensione tra loro, Diane dice a Cameron e Donna di pensarci durante il fine settimana, invitandole nella sua casa di vacanza a Sonoma per rilassarsi. Joe presenta la sua proposta NSFNET al consiglio di amministrazione della MacMillan Utility; nonostante la disapprovazione del consiglio, il capo del settore NSFNET accetta l'offerta di Joe con un accordo di stretta di mano. Mentre Donna accetta l'offerta di Diane, Cameron resta a casa, dove si lega a Gordon; Gordon rivela le sue condizioni mediche a Cameron ed esprime le sue lamentele contro Joe. Cameron va all'appartamento di Joe per convincerlo a dare a Gordon il dovuto merito per aver creato MacMillan Utility. Cameron lascia la famiglia Clark e rivela a Gordon che lei e Tom si erano sposati. Un dirigente senior della MacMillan Utility informa Joe che il consiglio ha votato per terminare il progetto NSFNET e revocare l'autorità esecutiva di Joe. Durante un incontro di deposizione, Joe, contro il parere del suo avvocato, ammette di aver rubato l'idea di Gordon.
- Ascolti USA: 280 000 telespettatori – rating/share 18-49 anni 0,10%[6]
- Ascolti Italia: 68 000 telespettatori – share 0,67%[3]

## La soglia
- Titolo originale: The Threshold
- Diretto da: Karyn Kusama
- Scritto da: Michael Saltzman

### Trama
Alla luce della sua confessione, Joe viene estromesso dalla carica di CEO della MacMillan Utility, che viene ribattezzata Citadel Utility. Joe dice a Ryan che il progetto NSFNET è sospeso e che finirà per essere licenziato anche lui. L'avvocato di Gordon lo informa della confessione di Joe; Gordon in seguito viene a sapere del progetto NSFNET di Joe dopo averlo affrontato nel suo appartamento. Donna e Cameron alla fine accettano di perseguire una IPO; Il giorno successivo, Cameron mostra a Donna un piano aziendale che ha elaborato per migliorare Mutiny prima dell'IPO. Donna mostra preoccupazione per il piano di Cameron, dal momento che il suo piano potrebbe richiedere fino a due anni per essere pienamente implementato mentre la finestra dell'IPO è di tre mesi, discutendone separatamente sia con Diane che con Gordon. Cameron convoca una riunione improvvisata sull'IPO; Diane, Gordon e Bosworth si schierano con riluttanza dalla parte di Donna, lasciando Cameron sotto shock. Sentendo di non potersi più fidare di Joe, Ryan rivela al pubblico il codice sorgente di Citadel, sostenendo di averlo reso veramente gratuito. Joe dice a Ryan che quello che ha fatto era illegale; tuttavia, Ryan mostra eccessiva sicurezza nel coprire le sue tracce.
- Ascolti USA: 307 000 telespettatori – rating/share 18-49 anni 0,10%[6]
- Ascolti Italia: 97 000 telespettatori – share 0,67%[4]

## Non siete al sicuro
- Titolo originale: You Are Not Safe
- Diretto da: Reed Morano
- Scritto da: Lisa Albert e Alison Tatlock

### Trama
Ryan è indagato dall'FBI per aver violato il regolamento sugli atti di frode e gli abusi informatici. Donna, Diane e Bosworth scoprono come procedere con l'IPO della Mutiny senza Cameron. A causa delle azioni di Ryan, il futuro della rete regionale NSFNET è messo a repentaglio. Joe si rivolge a Cameron per chiedere aiuto nel rintracciare Ryan da quando è uscito dalla rete, e Joe è preoccupato per la sua incolumità; alla fine trova Ryan in una biblioteca del college. A casa di Cameron, Tom le dice che la sua azienda vuole che si trasferisca a Tokyo per una promozione, e Cameron è felice di andare con lui. Ryan più tardi va nell'appartamento di Joe; Joe dà a Ryan due opzioni: può rimanere un fuggitivo e perdere la rete, oppure costituirsi per avere una possibilità di redenzione. In ogni caso, non avrebbero mai più lavorato insieme. Quando l’IPO di Mutiny viene avviata, le azioni dell'azienda vengono scambiate molto al di sotto delle aspettative. Il mattino dopo, l'FBI bussa alla porta di Joe e gli rivela che Ryan si è suicidato. Successivamente, Joe dice a Gordon di completare il lavoro sulla rete regionale senza di lui, poiché Joe sente di non poter più trarne profitto.
- Ascolti USA: 366 000 telespettatori – rating/share 18-49 anni 0,13%[6]
- Ascolti Italia: 39 000 telespettatori – share 0,46%[4]

## NIM
- Titolo originale: NIM
- Diretto da: Christopher Cantwell
- Scritto da: Mark Lafferty

### Trama
Sono passati quattro anni dalla fallita IPO di Mutiny e dal suicidio di Ryan. La Mutiny è fallita, Donna e Gordon hanno divorziato, Gordon ha completato il lavoro sulla rete regionale NSFNET e Donna è ora un socio senior della società di investimenti di Diane. Donna contatta Joe, che ora è un consulente indipendente, affermando di avere una proposta per Cameron; tuttavia, lui rifiuta di essere il suo intermediario. Cameron, che ora lavora per Atari, va a Las Vegas per il COMDEX e per promuovere il suo ultimo gioco Space Bike IV; Joe si presenta al suo stand e i due si riavvicinano. Joe e Cameron partecipano a una festa in suite organizzata da Atari e Cameron trova Donna lì. Donna cerca di presentare il suo progetto e vuole fare ammenda, ma Cameron, che è ancora risentita nei confronti di Donna per il fallimento della Mutiny, si rifiuta di ascoltarla. Joe va a controllare Cameron, e i due fanno sesso nella sua suite. Prima che Cameron lasci Las Vegas, riconsidera la proposta di Donna, e quando Joe torna a San Francisco, lui legge il promemoria inviatogli via fax da Donna sul progetto, il World Wide Web.
- Ascolti USA: 407 000 telespettatori – rating/share 18-49 anni 0,14%[6]
- Ascolti Italia: 72 000 telespettatori – share 0,70%[5]

## NeXT
- Titolo originale: NeXT
- Diretto da: Phil Abraham
- Scritto da: Christopher Cantwell e Christopher C. Rogers

### Trama
Donna organizza un incontro negli ex uffici della Mutiny. Lei, Gordon, Joe, Cameron e Tom discutono del potenziale del World Wide Web, ma ognuno ha idee e preoccupazioni contrastanti; durante la discussione, Joe rivela di aver incontrato Tim Berners-Lee in una conferenza a Parigi, ricevendo il toolkit ipertestuale per il World Wide Web. Il gruppo parte in una situazione di stallo. Cameron fa visita a Bosworth, avendo dei dubbi sul progetto, e lui le dice che vale la pena portare avanti il progetto se questo ha riunito tutti. Il giorno successivo, Joe scrive il codice sorgente per il browser web del CERN, proponendo di poter costruire qualcosa di più grande. Tutti tranne Tom sono ricettivi all'idea di Joe; Tom e Joe iniziano un'accesa discussione, che sfocia in un alterco fisico tra di loro. Gordon avverte Joe che i loro passati rancori personali potrebbero distruggere il progetto prima ancora che possa iniziare. Quando Donna offre a Cameron l'opportunità di cacciare Joe, Cameron dice a Donna che non può più lavorare con lei. Donna risponde, a malincuore, che Cameron può assumersi la proprietà del progetto e se ne va. Joe, Gordon e Cameron muovono quindi i primi passi nel progetto.
- Ascolti USA: 287 000 telespettatori – rating/share 18-49 anni 0,11%[6]
- Ascolti Italia: 72 000 telespettatori – share 0,70%[5]